# Билка (Україна)
Билка —  село в Україні, у Коропській селищній громаді Новгород-Сіверського району Чернігівської області. До 2016 у складі Билської сільської ради.  Від 2016 орган місцевого самоврядування — Коропська селищна рада.
Населення становить 1059 осіб.

## Назва
Село Билка, за здогадкою історика Олександра Лазаревського (1834-1902), спочатку звалося козаками Очавулиним. Згодом Очавулине взяло на себе назву своєї річки Билки. Деякі дослідники вважають, що назва річки походить від слов'янського слова "биль", яке означає "трава", "зілля". Це може бути пов'язано з багатством трав'янистих рослин в цій місцевості.
За радянської влади село носило назву Будьонівка з 1920 по 1965 рік, після цього була назва Червоне. Історичну назву - Билка - повернуто 3 червня 2016 року.

## Символіка
На гербі зображена білка в синьому колі, під колом дві сині булави. З боків "зілля". Все це веде до назви села: синє коло означають било (підвішену дошку по якій б'ють для відбивання сигналів, годин доби) а булави - як те чим б'ють так і символізують козацьку історію села, білка - деякий час село мало саме таку назву, "зілля" - слов'янське слово "биль" може позначати назву села.

## Історія
Перша згадка про село датована 1554 р. 
Поіменний перелік козаків села Очаулине є у "Присяжних книгах 1654 р.".
За даними опису Новгород-Сіверського намісництва 1779-1781 рр., село Білки Коропської сотні знаходилося в чистому полі за 4 версти від села Атюши, на рівному місці, в невеликому березовому гаю по обидві боки невеликої річки Білки, що витікала з боку села Алтинівки.
У 1786 село придбав німецький поміщик, генерал Штофельн.
Напередодні скасування кріпацтва, 1859 року в казенному й козацькому селі Кролевецького повіту Чернігівської губернії мешкало 1645 осіб (773 чоловічої статі та 872 — жіночої), налічувалося 220 дворових господарств, існували православна церква, винокурний, пивоварний і цегельний заводи.
Станом на 1886 у колишньому державному й власницькому селі Атюської волості мешкало 1650 осіб, налічувалось 297 дворових господарств, існували православна церква, постоялий будинок, круподерня.
За даними на 1893 рік у поселенні мешкало 1905 осіб (941 чоловічої статі та 964 — жіночої), нараховувалося 376 дворових господарств.
За переписом 1897 року кількість мешканців зросла до 2055 осіб (995 чоловічої статі та 1060 — жіночої), з яких 2022 — православної віри.
12 червня 2020 року, відповідно до розпорядження Кабінету Міністрів України № 730-р «Про визначення адміністративних центрів та затвердження територій територіальних громад Чернігівської області», увійшло до складу Коропської селищної громади.
19 липня 2020 року, в результаті адміністративно-територіальної реформи та ліквідації Коропського району, увійшло до складу Новгород-Сіверського району Чернігівської області.

## Населення

### Мова
Розподіл населення за рідною мовою за даними перепису 2001 року:
| Мова            | Кількість | Відсоток |
| --------------- | --------- | -------- |
| українська      | 1046      | 98.77%   |
| російська       | 10        | 0.94%    |
| білоруська      | 2         | 0.19%    |
| інші/не вказали | 1         | 0.10%    |
| Усього          | 1059      | 100%     |